# Slavkov (Opavai járás)
Slavkov település Csehországban, a Opavai járásban. Slavkov Opava, Otice, Stěbořice, Štáblovice, Uhlířov és Dolní Životice településekkel határos. Lakosainak száma 2126 fő (2024. január 1.).

## Népesség
A település lakosságának változását az alábbi diagram mutatja:
| Lakosok száma | 1006 | 1087 | 1107 | 1231 | 1388 | 1826 | 1955 | 2031 | 2033 | 2126 |
|               | 1869 | 1900 | 1921 | 1961 | 1980 | 2011 | 2016 | 2019 | 2021 | 2024 |